# 布鲁诺·贝特尔海姆
布鲁诺·贝特尔海姆（英語：Bruno Bettelheim，1903年8月28日—1990年3月13日），奥地利出生的心理学家、学者、公共知识分子和作家，主要研究自闭症、兒童與青少年精神醫學和精神分析学等领域。他來到美國後，擔任芝加哥大学教授以及索尼娅·尚克曼心智障碍儿童学校主任，并于1973年前往斯坦福大学任教。不過他也被人指控存在学历造假、虐待病人及抄袭等問題。